# ジャクソン・カビガ
ジャクソン・カビガ（Jackson Kabiga、1976年12月1日-）は、ケニアのマラソン選手。177cm、59kg。

## 来歴
8人兄弟の7番目だったカビガは3歳で父を亡くし、母はコーヒー栽培の重労働に従事していた。高校時代はボクシング部に所属していた。マラソンとの関わりは、ボクシングの練習のために長距離走を始めたことからである。ケニア国内で開催されたハーフマラソンに参加したところ優勝を果たし、この大会の主催者が日本人であったことから、日本と関わりを持つ。1994年に金沢市で開かれたロードレースに参加、その後ホノルルマラソンにも出場した。転換点となったのは、ボストンマラソンで3連覇を果たしたコスマス・デティの練習パートナーに選ばれたことである。
1998年になり、パリマラソンで優勝。同年の福岡国際マラソンでは10kmすぎに集団から抜け出して一人旅、38kmで佐藤信之に並ばれたが再スパートして突き放し優勝を果たした。しかし「2時間8分を切れなかったのは不満だ」と述べた。1999年から始まった長野オリンピック記念長野マラソンの第1回大会に招待され優勝。長野マラソンは第3回大会、第4回大会にも招待されている。2000年のベルリンマラソンでも3位に入り、1990年代後半から2000年代前半にかけて好成績を記録した。

## 主な成績
- 1998年 - パリマラソン（2時間9分37秒、優勝）
- 1998年 - 福岡国際マラソン（2時間8分42秒、優勝）
- 1999年 - 長野マラソン（2時間13分26秒、優勝）
- 2000年 - ベルリンマラソン（2時間9分52秒、3位）